# Palača Whitehall
Palača Whitehall v Westminstru, imenovana tudi Bela dvorana, je bila glavna rezidenca angleških monarhov od leta 1530 do leta 1698, ko je večino njenih stavb, z opazno izjemo banketne hiše Iniga Jonesa iz leta 1622, uničil požar. Henrik VIII. Angleški je kraljevo rezidenco preselil v Belo dvorano (White Hall), potem ko je stare kraljeve apartmaje v bližnji Westminstrski palači uničil požar. Čeprav se palača Whitehall ni ohranila, se območje, kjer je bila, še vedno imenuje Whitehall in je ostalo središče britanske vlade.
Whitehall je bila nekoč največja palača v Evropi z več kot 1500 sobami, ki je presegla Vatikan, preden jo je presegla razširjena Versajska palača, ki naj bi imela 2400 sob. V svoji najbolj ekspanzivni obliki se je palača raztezala čez velik del območja, ki ga na severu meji na avenijo Northumberland; do Downing Street in skoraj do Derby Gatea na jugu; in od približno višin sedanjih stavb, ki gledajo na cesto Horse Guards na zahodu, do takratnih obrežij reke Temze na vzhodu (z izgradnjo Viktorijinega nabrežja je od takrat pridobila več zemlje od Temze) – skupaj približno 9,3 ha. Bilo je približno 650 m od Westminstrske opatije.

## Zgodovina
Do 13. stoletja je Westminstrska palača postala središče vlade v Angliji in je bila glavna metropolitanska rezidenca kralja od leta 1049. Okolica je postala priljubljena in draga lokacija. Walter de Grey, yorški nadškof, je kmalu po letu 1240 kupil bližnjo posest za svojo Westminstersko rezidenco in jo poimenoval York Place.
Kralj Edvard I. je med delom v Westminstru večkrat bival v York Placeu in ga razširil, da bi lahko sprejel svoje spremstvo. York Place je bil ponovno zgrajen v 15. stoletju in ga je kardinal Wolsey toliko razširil, da mu je kot največja hiša v prestolnici, vključno s kraljevimi palačami, konkurirala le palača Lambeth. Posledično, ko je kralj Henrik VIII. leta 1530 kardinala odstranil z oblasti, je namesto Westminstra (kraljevo rezidenčno sosesko ali »zasebno« območje, ki ga je leta 1512 uničil požar) pridobil York Place za svojo glavno rezidenco in pregledoval njegovo posest v družbi Anne Boleyn. Ime 'Whitehall' je bilo prvič zabeleženo leta 1532; izvira iz belega kamna, uporabljenega za stavbe.
Kralj Henrik VIII. je najel flamskega umetnika Antona van den Wyngaerdeja, da preoblikuje York Place, in ga je med svojim življenjem razširil. Po navdihu palače Richmond je vključil športne objekte, z zelenico za balinanje, notranjim pravim teniškim igriščem, jamo za petelinje boje (na mestu kabineta, 70 Whitehall) in nagibno dvorišče za viteške tekme (zdaj mesto parade konjske garde). Ocenjuje se, da je bilo v 1540-ih porabljenih več kot 30.000 funtov (več milijonov po današnji vrednosti), kar je pol manj kot za gradnjo celotne palače Bridewell. Henrik VIII. se je v palači poročil z dvema svojima ženama - Anne Boleyn leta 1533 in Jane Seymour leta 1536, in tam umrl januarja 1547.
Leta 1611 je palača gostila prvo znano predstavo Vihar Williama Shakespeara. Februarja 1613 je bil kraj poroke princese Elizabete in Friderika V. Pfalškega.
Jakob VI. in I. je znatno spremenil stavbe, predvsem gradnjo nove banketne hiše leta 1622, zgrajene po načrtu Iniga Jonesa, da bi nadomestila vrsto prejšnjih banketnih hiš iz časa Elizabete I.. Dekoracija je bila končana leta 1634 z dokončanjem stropa Petra Paula Rubensa, ki ga je naročil Karel I. Angleški (ki naj bi bil leta 1649 usmrčen pred stavbo). Do leta 1650 je bila palača Whitehall največji kompleks posvetnih zgradb v Angliji z več kot 1500 sobami. Njena postavitev je bila nepravilna, njeni sestavni deli pa so bili različnih velikosti in v več različnih arhitekturnih slogih, zaradi česar je bilo videti bolj kot majhno mesto kot ena sama stavba. Nepravilnost zgradb se je povečala zaradi nagnjenosti dvorjanov, da so gradili na svojih dodeljenih bivališčih, bodisi na lastne ali kraljeve stroške. Stephen Fox, uradnik zelene tkanine Karla II., je v 1660-ih pridobil dovoljenje urada za gradnjo, da lahko prizida tri sobe, ki so mu bile dodeljene. Ko je končal, je zgradil veličasten dvorec s kočijo, hlevi in pogledom na Temzo, vse znotraj mreže palač.
Karel II. je naročil manjša dela, vendar je opravil obsežne prenove. Tako kot njegov oče je tudi on umrl v palači, vendar zaradi kapi. Jakob II. Angleški je Christopherju Wrenu naročil različne spremembe, vključno s kapelo, dokončano leta 1687, obnovo kraljičinih stanovanj (ok. 1688) in kraljičinih zasebnih prenočišč (1689). Rimskokatoliška kapela Jakoba II., zgrajena v obdobju hudega antikatolicizma v Angliji, je požela veliko kritik in tudi strahospoštovanja, ko je bila dokončana decembra 1686. Strop je bil okrašen z 8132 kosi zlatih lističev, na vzhodnem koncu ladje pa je dominiral ogromen marmornat oltar (12 m visok in 7,6 m širok), ki ga je oblikoval Wren in izklesal Grinling Gibbons.

## Uničenje
Do leta 1691 je palača postala največja in najbolj kompleksna v Evropi. 10. aprila je v temeljito prenovljenem stanovanju, ki ga je prej uporabljala vojvodinja Portsmouthova, izbruhnil požar, ki je poškodoval starejše stavbe palače, čeprav očitno ne državnih stanovanj. To je dejansko dalo preostalemu kompleksu večjo kohezivnost. Konec leta 1694 je Marija II. Angleška umrla v Kensingtonski palači zaradi črnih koz in naslednjega 24. januarja je ležala v Whitehallu; Viljem III. Oranski in Marija sta se izognila Whitehallu v korist svoje palače v Kensingtonu.
Drugi požar 4. januarja 1698 je uničil večino preostalih stanovanjskih in vladnih stavb. Nenamerno ga je sprožil služabnik v zgornji sobi, ki je obesil mokro perilo okrog goreče žerjavice na oglje, da bi se posušilo. Zagorelo je perilo in ogenj se je hitro razširil po kompleksu palače ter divjal 15 ur, preden so ga gasilci uspeli pogasiti. Naslednji dan se je veter okrepil in ponovno zanetil požar severneje. Christopherju Wrenu, takratnemu kraljevemu nadzorniku del, je Viljem III. izrecno naročil, naj osredotoči delovno silo na reševanje arhitekturnega dragulja kompleksa, banketne hiše. Wren je naročil zidarjem, naj zamašijo glavno okno na južni strani stavbe, da preprečijo vstop plamenov. Približno 20 stavb je bilo uničenih, da bi ustvarili požarni pas, vendar to ni vplivalo na širjenje ognja proti zahodu.
John Evelyn je 5. januarja jedrnato zapisal: »Whitehall je pogorel! Ostalo je samo obzidje in ruševine«. Poleg banketne hiše so nekatere stavbe preživele v Scotland Yardu, nekatere pa so, obrnjene proti parku, skupaj s tako imenovanimi Holbeinovimi vrati, bile sčasoma leta 1769 porušene.
Med požarom je bilo uničenih veliko umetnin, verjetno tudi Michelangelov Kupid, znamenita skulptura, kupljena kot del zbirk Gonzaga v 17. stoletju. Izgubljena je bila tudi znamenita stenska poslikava Hansa Holbeina mlajšega v Whitehallu, vključno z njegovim portretom Henrika VIII. in marmornatim portretnim kipom kralja Karla I. Giana Lorenza Berninija.

## Danes
- Del predloga za zamenjavo palače, ki ga je narisal Christopher Wren leta 1698. Palača ni bila nikoli obnovljena
- Vinska klet Henrika VIII.
- Stopnice kraljice Marije, palača Whitehall
- Banketna hiša London, edina preostala komponenta palače Whitehall

Banketna hiša je edina celostna stavba kompleksa, ki danes stoji, čeprav je bila nekoliko spremenjena. Različni drugi deli stare palače še vedno obstajajo, pogosto vključeni v nove stavbe v vladnem kompleksu Whitehall. Ti vključujejo stolp in druge dele nekdanjih pokritih teniških igrišč iz časa Henrika VIII., vgrajenih v Old Treasury and Cabinet Office na 70 Whitehall.
V začetku leta 1938 je bila vzhodna stran mesta prenovljena s stavbo, v kateri je zdaj ministrstvo za obrambo (MOD), znano kot glavna stavba ministrstva za obrambo. Ugotovljeno je bilo, da klet iz Wolseyjeve velike dvorane, zdaj znane kot vinska klet Henrika VIII., odličen primer tudorske opečne obokane kleti, dolge kakih 21 m in široke 9 m, ni vplivalo le na načrta za novogradnjo, ampak tudi s predlagano traso Avenije konjenikov. Po prošnji kraljice Marije leta 1938 in obljubi v parlamentu so poskrbeli za ohranitev kleti. V skladu s tem je bila obdana z jeklom in betonom ter prestavljena 3 m proti zahodu in skoraj 6 m globlje leta 1949, ko so po drugi svetovni vojni na tem mestu nadaljevali z gradnjo. To je bilo izvedeno brez večjih poškodb konstrukcije in zdaj leži v kleti stavbe.
Številne marmorne rezbarije iz nekdanje kapele v Whitehallu (ki je bila zgrajena za Jakoba II.) so prisotne v cerkvi sv. Andreja v Burnham-on-Seaju v Somersetu, kamor so jih leta 1820 preselili, potem ko so jih prvotno odstranili v Westminstrsko opatijo leta 1706.